# Роман Керпач
Роман Керпач (пол. Roman Kierpacz; нар. 5 лютого 1961, Семяновиці-Шльонські, Сілезьке воєводство) — польський борець греко-римського стилю, срібний та бронзовий призер чемпіонатів світу, дворазовий чемпіон та триразовий бронзовий призер чемпіонатів Європи, володар Кубку світу, учасник двох Олімпійських ігор.

## Життєпис
Представник клубу GKS Катовиці (1971—1988), його тренерами були: Станіслав Турос (перший тренер), Ян Адамашек, Антоній Мастернак (клуб) та Станіслав Кшесінський (збірна).
Восьмиразовий чемпіон Польщі в найлегшій вазі (1979, 1981—1985, 1987, 1988).
У 1978 році здобув бронзову медаль чемпіонату Європи серед молоді. У 1979 році став бронзовим призером чемпіонату світу серед юніорів.
Після Олімпійських ігор у Сеулі (1988) поїхав до Німеччини, де виступав у місцевій лізі.
Заслужений майстер спорту, двічі нагороджений золотою медаллю «За особливі спортивні досягнення» та чотири рази бронзовою.
Випускник Електротехнічної школи (електрик).

## Спортивні результати на міжнародних змаганнях

### Виступи на Олімпіадах
| Змагання                    | Збірна | Вагова категорія                 | Місце |
| --------------------------- | ------ | -------------------------------- | ----- |
| Літні Олімпійські ігри 1980 | Польща | греко-римська боротьба, до 48 кг | 8     |
| Літні Олімпійські ігри 1988 | Польща | греко-римська боротьба, до 52 кг | 5     |

### Виступи на Чемпіонатах світу
| Змагання                        | Збірна | Вагова категорія                 | Місце  |
| ------------------------------- | ------ | -------------------------------- | ------ |
| Чемпіонат світу з боротьби 1978 | Польща | греко-римська боротьба, до 48 кг | Бронза |
| Чемпіонат світу з боротьби 1983 | Польща | греко-римська боротьба, до 52 кг | 5      |
| Чемпіонат світу з боротьби 1985 | Польща | греко-римська боротьба, до 52 кг | 5      |
| Чемпіонат світу з боротьби 1986 | Польща | греко-римська боротьба, до 52 кг | 6      |
| Чемпіонат світу з боротьби 1987 | Польща | греко-римська боротьба, до 52 кг | Срібло |

### Виступи на Чемпіонатах Європи
| Змагання                         | Збірна | Вагова категорія                 | Місце  |
| -------------------------------- | ------ | -------------------------------- | ------ |
| Чемпіонат Європи з боротьби 1979 | Польща | греко-римська боротьба, до 48 кг | 5      |
| Чемпіонат Європи з боротьби 1980 | Польща | греко-римська боротьба, до 48 кг | Золото |
| Чемпіонат Європи з боротьби 1982 | Польща | греко-римська боротьба, до 52 кг | Бронза |
| Чемпіонат Європи з боротьби 1983 | Польща | греко-римська боротьба, до 52 кг | Бронза |
| Чемпіонат Європи з боротьби 1985 | Польща | греко-римська боротьба, до 52 кг | Золото |
| Чемпіонат Європи з боротьби 1987 | Польща | греко-римська боротьба, до 52 кг | Бронза |

### Виступи на Чемпіонатах світу
| Змагання                    | Збірна | Вагова категорія                 | Місце  |
| --------------------------- | ------ | -------------------------------- | ------ |
| Кубок світу з боротьби 1987 | Польща | греко-римська боротьба, до 52 кг | Золото |

### Виступи на інших змаганнях
| Змагання                           | Збірна | Вагова категорія                 | Місце  |
| ---------------------------------- | ------ | -------------------------------- | ------ |
| Гран-прі Німеччини з боротьби 1978 | Польща | греко-римська боротьба, до 48 кг | Бронза |
| Гран-прі Німеччини з боротьби 1979 | Польща | греко-римська боротьба, до 48 кг | Срібло |
| Гран-прі Німеччини з боротьби 1980 | Польща | греко-римська боротьба, до 48 кг | Бронза |
| Гран-прі Німеччини з боротьби 1982 | Польща | греко-римська боротьба, до 52 кг | Бронза |
| Гран-прі Німеччини з боротьби 1985 | Польща | греко-римська боротьба, до 52 кг | 9      |
| Золотий Гран-прі з боротьби 1987   | Польща | греко-римська боротьба, до 52 кг | 4      |
| Гала гран-прі FILA 1987            | Польща | греко-римська боротьба, до 52 кг | Золото |

### Виступи на змаганнях молодших вікових груп
| Змагання                                       | Збірна | Вагова категорія                 | Місце  |
| ---------------------------------------------- | ------ | -------------------------------- | ------ |
| Чемпіонат світу з боротьби серед юніорів 1979  | Польща | греко-римська боротьба, до 52 кг | Бронза |
| Чемпіонат Європи з боротьби серед юніорів 1980 | Польща | греко-римська боротьба, до 52 кг | 5      |
| Чемпіонат Європи з боротьби серед молоді 1978  | Польща | греко-римська боротьба, до 48 кг | Бронза |